# Republica Ancona

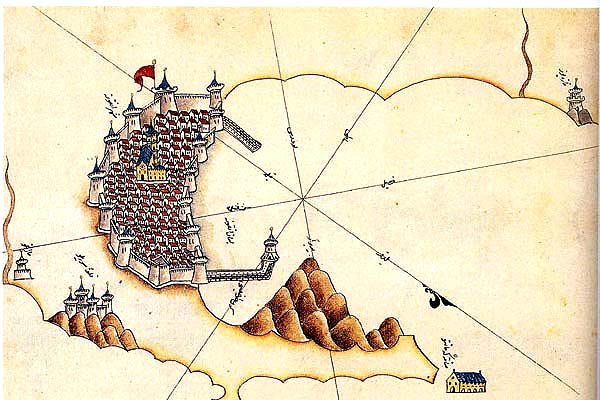
Hartă istorică a Anconei, aparţinând geografului turc Piri Reis.

Republica Ancona a reprezentat un stat medieval (republică maritimă) din Italia, axat în jurul orașului Ancona, situat la Marea Adriatică, a cărui independență a durat din secolul al XI-lea până în anul 1532.
După căderea Imperiului Roman de Apus în anul 476, orașul Ancona a fost succesiv atacat de către goți, longobarzi și sarazini, însă și-a regăsit ulterior puterea și importanța. A fost unul dintre orașele aflate în cadrul Pentapolis de sub guvernarea exarhului de Ravenna Exarhatul de Ravenna, unitate administrativă făcând parte din Imperiul bizantin. Odată cu cucerirea nordului Italiei de către francii carolingieni, a devenit reședința mărcii de Ancona. După anul 1000, Ancona a devenit treptat independentă, în cele din urmă transformându-se într-o importantă republică maritimă, adeseori ciocnindu-se cu interesele vecinei Veneția. Republică oligarhică, Ancona a fost guvernată de șase "Bătrâni", aleși de către cele trei terzieri în care orașul era divizat : San Pietro, Porto și Capodimonte. Ea avea o monedă proprie, numită agontano, și un cod de legi cunoscut sub numele de Statuti del mare e del Terzenale și Statuti della Dogana. De obicei, Ancona era aliată cu Ragusa și cu Imperiul Bizantin. În anii 1137, 1167 și 1174, republica era destul de puternică pentru a fi în stare să respingă forțele Imperiului occidental, inclusiv pe cele ale împăratului Frederic I Barbarossa. Vase anconitane au luat parte la cruciade, printre navigatorii săi numărându-se și umanistul Ciriaco din Ancona. În cadrul luptei dintre papalitate și Imperiu care a tulburat Italia începând din secolul al XII-lea, Ancona a fost de partea guelfilor.
Spre deosebire de alte orașe din Italia de nord, Ancona nu a devenit niciodată seniorie. Singura excepție a fost guvernarea familiei Malatesta, care a ocupat orașul în 1348 profitând de problemele create de Ciuma Neagră și de un incendiu care distrusese multe dintre clădirile orașului. Pe urmă, familia Malatesta a fost alungată în 1383. În anul 1532, Ancona și-a pierdut libertatea, devenind parte a Statului papal, în timpul papei Clement al VII-lea.